# Michael Eisler-Terramare
Michael Eisler-Terramare, bis 1919 Eisler von Terramare (* 20. Jänner 1877 in Wien, Österreich-Ungarn; † 10. Februar 1970 ebenda) war ein österreichischer Pathologe.

## Leben
Michael Eisler von Terramare studierte an der Universität Wien und war dann am Pathologisch-Anatomischen Institut und am Medizinisch-Chemischen Institut tätig. Im Jahr 1910 habilitierte er sich und war ab 1916 Professor für allgemeine und experimentelle Pathologie. 1938 wurde er beurlaubt, 1939 zwangspensioniert und 1945 in das Ghetto Theresienstadt deportiert. 1946 wurde er wieder eingestellt. Eisler-Terramare reorganisierte als Direktor das Serotherapeutische Institut und wirkte dort bis weit über die Emeritierung hinaus.